# Livermore Falls
Livermore Falls ist eine Town im Androscoggin County des Bundesstaates Maine in den Vereinigten Staaten. Im Jahr 2020 lebten dort 3060 Einwohner in 1500 Haushalten auf einer Fläche von 52,9 km².

## Geographie
Nach dem United States Census Bureau hat Livermore Falls eine Gesamtfläche von 52,89 km², von der 50,97 km² Land sind und 1,92 km² aus Gewässern bestehen.

### Geographische Lage
Livemore Falls liegt im Nordosten des Androscoggin Countys. Der Androscoggin River bildet die westliche Grenze von Livemore Falls zu Livermore. Auf dem Gebiet der Town befinden sich mehrere Seen, der größte ist der nördlich gelege Mooose Hill Pond. Die höchsten Erhebungen in Livemore Falls ist der nördlich vom Moose Hill Pond  gelegene 339 m hohe Moose Hill. Mehrere kleine Flüsse fließen zumeist in westlicher Richtung durch die Town. Alle münden im Androscoggin River.

### Nachbargemeinden
Alle Entfernungen sind als Luftlinien zwischen den offiziellen Koordinaten der Orte aus der Volkszählung 2010 angegeben.
- Norden: Jay, 7,7 km
- Osten: Fayette, 8,5 km
- Südosten: Wayne, 8,6 km
- Süden: Leeds, 5,7 km
- Westen: Livermore, 7,3 km

### Stadtgliederung
In Livemore Falls gibt mehrere Siedlungsgebiete, im Nordwesten am Androscoggin River gelegen ist die größte Siedlung der Town, das Village Livermore Falls. Nur wenig südlich davon liegt Shy Corner (auch Shuy Corner). Weitere Siedlungen sind: Brown's Mills (ehemaliger Standort eines Postamtes, später genannt East Livermore Mills), Haines Corner, Moose Hill, Norlands (ehemalige Eisenbahnstation), Shuy (ehemalige Eisenbahnstation) und Strickland (Stricklands, Strickland's Ferry).

### Klima
Die mittlere Durchschnittstemperatur in Livemore Falls liegt zwischen −7,8 °C (18° Fahrenheit) im Januar und 20,6 °C (69° Fahrenheit) im Juli. Damit ist der Ort gegenüber dem langjährigen Mittel der USA um etwa 10 Grad kühler. Die Schneefälle zwischen Oktober und Mai liegen mit über fünfeinhalb Metern knapp doppelt so hoch wie die mittlere Schneehöhe in den USA, die tägliche Sonnenscheindauer liegt am unteren Rand des Wertespektrums der USA. Die tägliche Sonnenscheindauer liegt am unteren Rand des Wertespektrums der USA.

## Geschichte

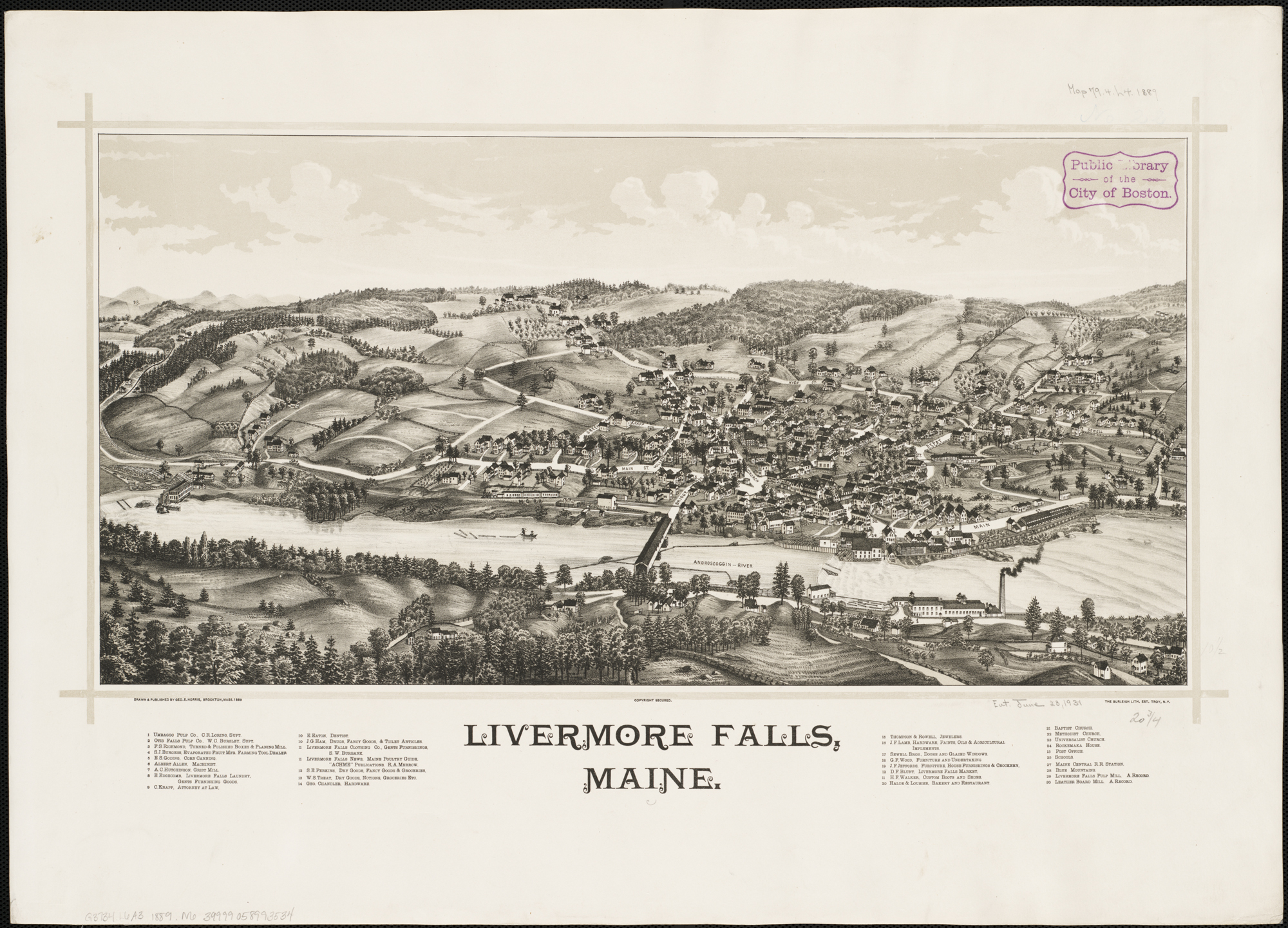
Karte von 1889

Die Besiedlung des Gebietes Livermore startete in den 1770er Jahren unter dem Namen Port Royal. Benannt wurde die Gegend nach Deacon Elijah Livermore, einem der ersten Siedler in dem Gebiet. Zunächst wurde das Gebiet der heutigen Town Livermore zusammen mit dem Gebiet von Livermore Falls im Jahr 1795 mit den Rechten einer Town versehen und am 1. März 1844 wurde Livermore Falls von diesem Gebiet getrennt und als eigenständige Town gegründet.
Im frühen 19. Jahrhundert wurde die Region überwiegend zum Ackerbau genutzt, es gab dort Apfelplantagen und Molkereien. Mitte des 19. Jahrhunderts wurden Schuh- und Papierfabriken gegründet, unter anderem die Umbagog Pulp Company, die von Hugh J. Chisholm gegründet wurde. Im Jahr 1897 wurde die dritte Brücke über den Androscoggin River gebaut. Sie war mit 800 Fuß (244 Meter) Länge, die damals die längste Einfeldbrücke in Neuengland.

### Einwohnerentwicklung
| Volkszählungsergebnisse – Town of Livermore Falls, Maine | Volkszählungsergebnisse – Town of Livermore Falls, Maine | Volkszählungsergebnisse – Town of Livermore Falls, Maine | Volkszählungsergebnisse – Town of Livermore Falls, Maine | Volkszählungsergebnisse – Town of Livermore Falls, Maine | Volkszählungsergebnisse – Town of Livermore Falls, Maine | Volkszählungsergebnisse – Town of Livermore Falls, Maine | Volkszählungsergebnisse – Town of Livermore Falls, Maine | Volkszählungsergebnisse – Town of Livermore Falls, Maine | Volkszählungsergebnisse – Town of Livermore Falls, Maine | Volkszählungsergebnisse – Town of Livermore Falls, Maine |
| Jahr                                                     | 1800                                                     | 1810                                                     | 1820                                                     | 1830                                                     | 1840                                                     | 1850                                                     | 1860                                                     | 1870                                                     | 1880                                                     | 1890                                                     |
| -------------------------------------------------------- | -------------------------------------------------------- | -------------------------------------------------------- | -------------------------------------------------------- | -------------------------------------------------------- | -------------------------------------------------------- | -------------------------------------------------------- | -------------------------------------------------------- | -------------------------------------------------------- | -------------------------------------------------------- | -------------------------------------------------------- |
| Einwohner                                                |                                                          |                                                          |                                                          |                                                          |                                                          |                                                          |                                                          |                                                          |                                                          | 963                                                      |
| Jahr                                                     | 1900                                                     | 1910                                                     | 1920                                                     | 1930                                                     | 1940                                                     | 1950                                                     | 1960                                                     | 1970                                                     | 1980                                                     | 1990                                                     |
| Einwohner                                                |                                                          |                                                          |                                                          | 3148                                                     | 3190                                                     | 3359                                                     | 3343                                                     | 3450                                                     | 3572                                                     | 3455                                                     |
| Jahr                                                     | 2000                                                     | 2010                                                     | 2020                                                     | 2030                                                     | 2040                                                     | 2050                                                     | 2060                                                     | 2070                                                     | 2080                                                     | 2090                                                     |
| Einwohner                                                | 3227                                                     | 3187                                                     | 3060                                                     |                                                          |                                                          |                                                          |                                                          |                                                          |                                                          |                                                          |

## Kultur und Sehenswürdigkeiten

### Bauwerke
In Livermore Falls wurden zwei Gebäude unter Denkmalschutz gestellt und ins National Register of Historic Places aufgenommen:
- Lamb Block, aufgenommen 2012, Register-Nr. 12000891
- Judson Record House, aufgenommen 2015, Register-Nr. 15000086

## Wirtschaft und Infrastruktur

### Verkehr
In Nordsüdliche Richtung führt die Main State Route 133 durch Livermore Falls. Die Maine State Route 106 ebenfalls aus Süden kommend, mündet in der State Route 133. In der Höhe von Shy Corner kreuzen die westöstlich verlaufende Maine State Route 17, die die Town Richtung Jay verlässt.

### Öffentliche Einrichtungen
In Livermore Falls gibt es eine Nursing-Station. Weitere Krankenhäuser befinden sich in Canton und Farmington.

### Bildung
Gemeinsam mit Jay und Livermore gehört Livermore Falls zum Spruce Mountain School District oder auch Regional School Unit #73. In Livermore befindet sich die Spruce Mountain Primary School mit Klassen von Kindergarten bis zum zweiten Schuljahr. Die Spruce Mountain Elementary School befindet sich ebenso wie die Spruce Mountain Middle School und die Spruce Mountain High School in Jay.
Die Treat Memorial Library befindet sich in Livermore Falls. Die Livermore Falls Library Association wurde am 23. November 1899 gegründet.

## Persönlichkeiten

### Söhne und Töchter der Stadt
- Louise Bogan (1897–1970), Autorin und Literaturkritikerin
- Donald E. Strout (1909–1986), Klassischer Philologe und Bibliothekar